# Samuel John Potter
Samuel John Potter (ur. 29 czerwca 1753 w South Kingstown, Rhode Island, zm. 14 października 1804 w Waszyngtonie) – amerykański prawnik i polityk związany z Partią Demokratyczno-Republikańską.
Od 4 marca 1803 aż do śmierci 14 października 1804 roku reprezentował stan Rhode Island w  Senacie Stanów Zjednoczonych.